# Relaciones Argentina-China

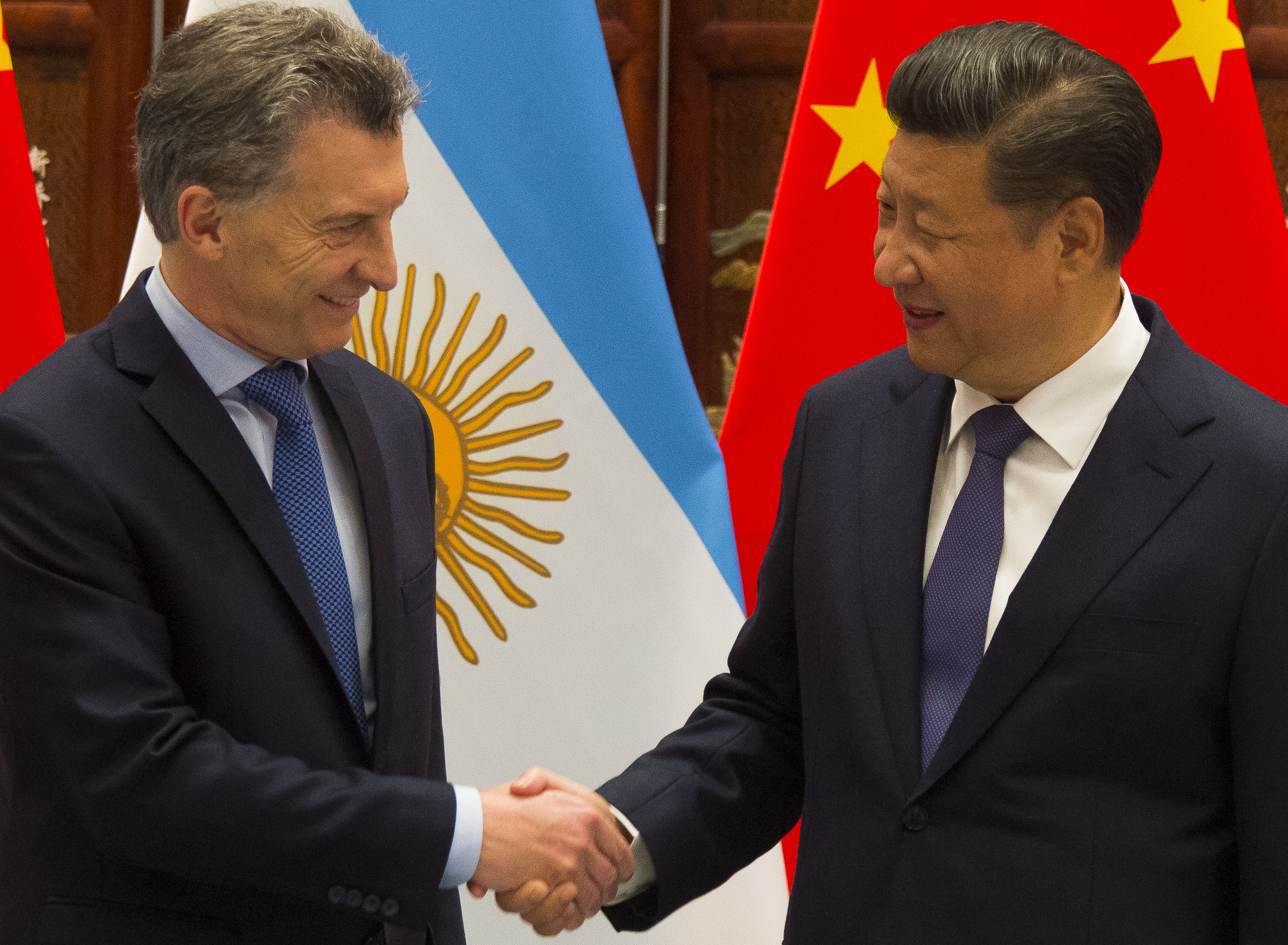
Expresidente argentino Mauricio Macri y presidente chino Xi Jinping.

Las relaciones argentino-chinas son relaciones exteriores entre la República Argentina y la República Popular China. Ambos países establecieron relaciones diplomáticas el 19 de marzo de 1972. Hasta entonces Argentina sólo había reconocido a la República de China (Taiwán).
En marzo de 2016, la Prefectura Naval Argentina hundió un buque pesquero chino que entró ilegalmente en aguas argentinas. No se reportaron víctimas ni lesiones.

## Breve historia de Relaciones China-América Latina
Durante el liderazgo de Mao Zedong, de China Zhou Enlai dirigió las relaciones iniciales entre China y América Latina alentando conexiones amistosas que eventualmente condujeron a relaciones diplomáticas. El desarrollo de las relaciones diplomáticas de China y América Latina tenía el interés de desarrollar lazos culturales y económicos. Se crearon organizaciones sin vínculos con los gobiernos de los países latinoamericanos para ayudar a fortalecerlos. vínculos entre China y América Latina. A partir de 1970, hasta 1974, China desarrolló con éxito relaciones diplomáticas con 12 de los países de América Latina. Cinco de ellos en la primera parte del período de cuatro años fueron Argentina, Brasil, Chile, México y Venezuela. Las relaciones diplomáticas se normalizaron en 1972, bajo la presidencia de Alejandro Lanusse. En 1973, Isabel Perón dirigió una misión en China como enviada oficial del Partido Justicialista. En 1980, el general Jorge Rafael Videla visitó China como representante de facto del Ejecutivo Nacional. Para que China y América Latina amplíen sus relaciones diplomáticas, China generó cuatro conceptos interrelacionados: "paz, apoyo mutuo, beneficio mutuo y desarrollo colaborativo". Una de las principales exportaciones de Argentina es la soja y los productos relacionados con la soya. El gobierno argentino en 2002 dirigido por Eduardo Duhalde impuso altos impuestos a las exportaciones de soja, y la siguiente administración de Néstor Kirchner duplicó esa cantidad. En noviembre de 2004, Kirchner fue a Beijing para abordar la cooperación de China y Argentina en futuras inversiones e intercambios.

## Comercio
Dos factores sobre la influencia económica en Argentina son la emigración de China y las exportaciones e importaciones. Aproximadamente el 64% de la tierra cultivable en Argentina está reservada para la producción de soja. Desde 2010, Argentina se ha convertido en un principal exportador de harina de soja y aceite de soja. Los porcentajes de harina de soja y aceite de soja de Argentina oscilan entre más del 40% (harina de soja) y el 60% (aceite de soja) de la producción mundial. Con el fin de aumentar el ingreso colectivo de Argentina, a la soja (y a los artículos relacionados con la soja) se les cobra el 35% de su valor; la mayor parte de estas ganancias son el 5% del ingreso colectivo de Argentina en la exportación de soja. El sector financiero argentino ha experimentado cambios en sus exportaciones de soja desde principios de la década de 2000.
Con la influencia de China en América Latina durante este período inicial, los países que forman parte de la organización Mercosur también experimentaron cambios en sus evaluaciones comerciales. La tasa de La producción de soja de cinco países sudamericanos, parte del Mercosur, experimentó un crecimiento del 221.4% entre 1995 y 2010. Argentina es uno de los principales socios comerciales de China en América del Sur; El comercio entre ambos países ascendió a casi $ 13 mil millones en moneda estadounidense. Antes de 2008, la cantidad de exportaciones que Argentina envió a China representaba US $ 5,796 millones, y las importaciones de China a Argentina totalizaron US $ 7,649 millones. El intercambio comercial entre Argentina y China mostró una exportación del 80% de productos de soja a China desde Argentina, y las exportaciones industriales chinas por un total del 98,9% de las importaciones argentinas.
Durante la crisis económica de 2008, con la menor pérdida de ganancias en las importaciones y exportaciones en todo el mundo, China logró mantener la coherencia económica, China fue reconocida como una potencia mundial que afectó directamente la relación con Argentina. En 2008, cuando el comercio argentino a China alcanzó los US $ 6.379 millones, las exportaciones de productos de soja a China desde Argentina se detuvieron. Los productos de soja ya procesados fueron prohibidos en el mercado chino debido a la industria competitiva de trituración de soja de China. La inversión total de Argentina en las exportaciones de soja fue de US $ 143 millones en las últimas dos décadas y aumentó a US $ 5,55 mil millones. Este evento llevó al déficit comercial bilateral de Argentina de 2007 a 2014 por un monto a US $ 24,164 millones. Durante estas dos décadas, las estrategias económicas de Argentina han sido ideales para la producción de soja que se expandió desde los 12 millones de 1995. toneladas, a 2010, 52.6 millones de toneladas. Durante el déficit comercial de Argentina, no todos los productos de soja de Argentina se exportaron a China, lo que llevó a un crecimiento en los socios comerciales de Argentina. En 2012, India fue un importante importador de aceite de soja argentino, seguido de China, algunos países europeos, Irán y Perú. En 2013, Argentina ocupó el tercer lugar en la producción mundial de soja , después de Brasil y Estados Unidos. La cantidad de producción de soja en Argentina totalizó 18% en todo el mundo.
Cuando el comercio entre China y Argentina aumentó después del déficit inicial, China comenzó a dirigir su atención hacia los mercados locales y las infraestructuras de Argentina. China invirtió en grandes proyectos en Argentina, como carreteras, ferrocarriles y puertos de embarque para aumentar la rentabilidad de las exportaciones a China. El interés chino en Argentina se ha centrado en áreas de fabricación relacionadas con las exportaciones a China, como petróleo, ferrocarriles para transportar productos a través de diferentes áreas del país y la industria de la soja. En 2010, las inversiones chinas influyeron en Comisión Económica para América Latina, que influyó en gran medida en la economía argentina. Una de las influencias de China ha sido el suministro de artículos industriales a la creciente economía argentina, tales como: equipos celulares, de radio, de televisión y de computadoras.

## Participación china en la migración y las inversiones en tierras

### Residencia
En 2010, el Censo Nacional de Argentina enumeró a 11.804 inmigrantes chinos que vivían dentro de sus fronteras, el 75.6% de este número eran inmigrantes de la República Popular de China. 
Los inmigrantes extranjeros pueden permanecer en el país. país como "residentes permanentes", refugiados o residentes "temporales" debido a la Ley de Migración Argentina de 2004. La Dirección Nacional de Migración (NDM) confirmó que 17.505 ciudadanos chinos tenían sus solicitudes de residencia permanente aprobadas entre 2004 y 2013. 
Después de este período, el NDM publicó su análisis/estudio completo en 2014 con respecto al censo de residentes chinos de 2003-2013. Esta estadística representa un número relativamente pequeño de inmigrantes chinos realmente dentro del sistema penitenciario, específicamente los 19 inmigrantes chinos de 2.259 extranjeros dentro del sistema penitenciario argentino.  El gobierno argentino presentó solicitudes durante este tiempo al Ministerio de Seguridad Pública de China para que lo ayuden a resolver y reducir el número de casos repetidos. 
Después de la primera visita inicial de la delegación de la policía china en diciembre de 2011, los homicidios continuaron, y Argentina y China decidieron reanudar el acuerdo de cooperación de 1997 para resolver los casos de homicidios y delitos relacionados con el tráfico de personas y drogas.
Tanto el gobierno chino como el argentino regulan la comunicación migratoria y el flujo a través de decisiones administrativas. La inmigración en 2004 fue abordada por el Decreto del gobierno argentino No. 1169 que insistía en regulando la migración de personas de países que no forman parte del Mercosur. El impacto de la comunidad china en la sociedad y el gobierno de Argentina se ha extendido a través de la creación de organizaciones reunidas por ciudadanos y el establecimiento de oficinas que representan a las empresas chinas en los últimos diez años. 
La comunidad china, organizaciones y grupos dentro de Argentina tienen como objetivo mejorar la educación y el avance de los medios, así como proporcionar espacio para las oficinas entrantes de las corporaciones chinas.

### Inversión en tierra
Las empresas chinas se han centrado en gobernar parcelas de tierra abierta en Argentina para obtener recursos y producción de alimentos totalmente destinados a la compra china. Neoliberal reformas respaldadas por países latinoamericanos reconocen inversiones extranjeras como iguales a la inversión interna. Después del programa de globalización chino de 1999, "Going Global", con el objetivo de expandir el capital para el gobierno chino a escala mundial, las corporaciones chinas como China International Water and Electric Corporation comenzaron a centrarse en obtener tierras en Latinoamérica en 2000. Durante la discusión sobre la expansión global dentro de Argentina, se determinó que la tierra argentina en la que las compañías chinas invierten no se consideraría oficialmente tierra china, sin embargo, China lo haría. tener control sobre la producción de recursos dentro del área . A partir de 2015, las discusiones sobre la inversión en tierras chinas se han detenido debido a diferencias de puntos de vista.

## Relaciones militares
En febrero de 2015, el presidente chino Xi Jinping y su homólogo argentino, Cristina Fernández de Kirchner, anunciaron posibles y ambiciosos acuerdos de venta de armas y cooperación en defensa que se extienden más allá del alcance de cualquier hecho. Estos planes incluyen la compra o coproducción en Argentina de 110 VCBR 8×8 VN-1, 14 JF-17/FC-1, cazas polivalentes, y cinco patrulleros P18 Clase Malvinas . Mientras que el Gobierno del Presidente Mauricio Macri, elegido en diciembre de 2015, pronto abandonó las compras de armas de China. que también autoriza la construcción de instalaciones satelitales cerca de Las Lajas Neuquén; la base es administrada por la Fuerza de Apoyo Estratégico del Ejército Popular de Liberación. Dicha base espacial solo se utiliza para fines civiles.

## Actualidad
Desde principios de siglo China se convirtió en uno de los principales inversores internacionales en Argentina y su segundo mayor socio comercial. Tras dos décadas de buenas relaciones mutuas y fuertes inversiones chinas en infraestructura argentina incluyendo energía renovables, represas, minería etc, la relaciones se vieron perjudicadas con la llegada de un nuevo gobierno. Las señales hostiles del gobierno del ultraderechista Javier Milei hacia China llevó a que varias empresas paralizaron inversiones o abandonaran el país entre ellas Gezhouba que abandonó el país en marzo de 2024. En marzo de 2024 diferentes medios mencionaron que China analiza demandar a Argentina por incumplimiento la de contratos dados de baja por el gobierno, reclamando más de 30.000 millones de dólares.En abril de 2024 se desató un conflicto diplomático internacional tras los dichos racistas de la política designada canciller de Javier Milei Diana Mondino donde dijo en una cumbre internacional "son todos chinos, son todos iguales"

## Misiones diplomáticas residentes
- Argentina tiene una embajada en Pekín y consulados generales en Cantón, Hong Kong y Shanghái.[34]
- China tiene una embajada en Buenos Aires.[35]

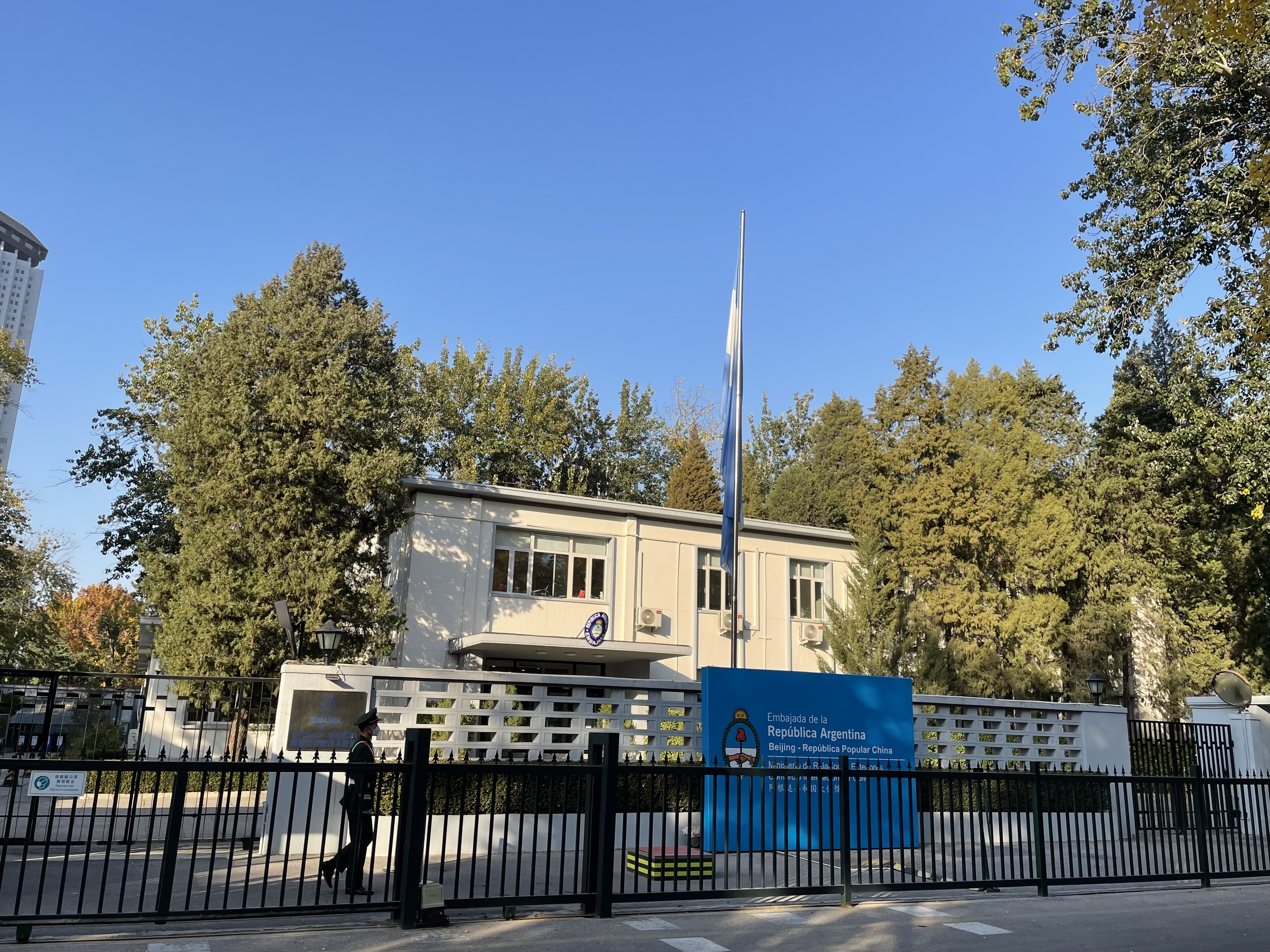
Embajada de Argentina en Pekín
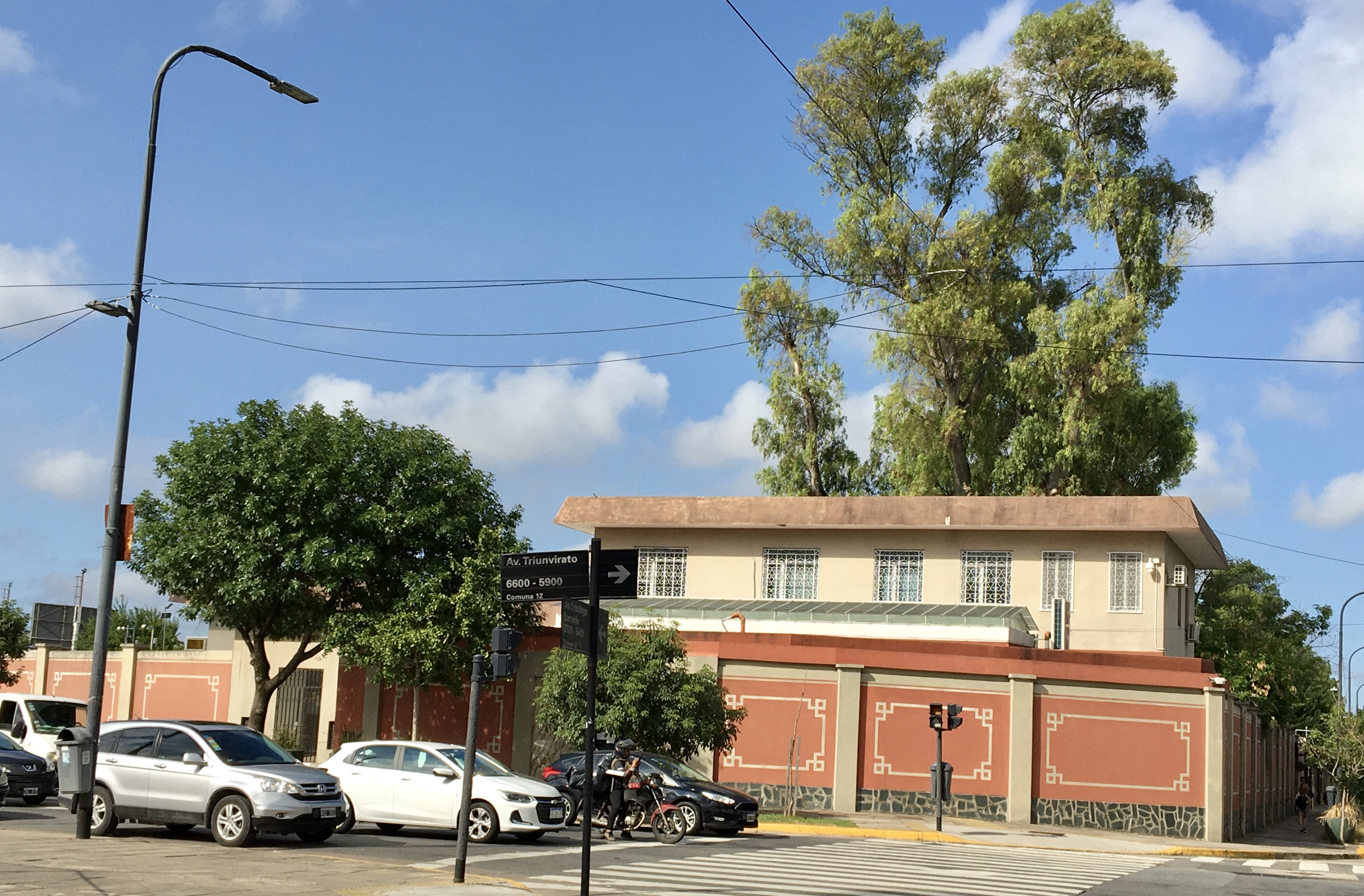
Embajada de China en Buenos Aires